# Jevgeni Kozjevnikov
Jevgeni Aleksandrovitsj Kozjevnikov (Russisch: Евгений Александрович Кожевников; Josjkar-Ola, 8 juli 1938 – Sint-Petersburg, 22 juni 2001) is een basketbalcoach die uitkwam voor verschillende teams in de Sovjet-Unie en Rusland. Hij kreeg de onderscheiding Geëerde Coach van de Sovjet-Unie in 1984 en geëerde coach van de RSFSR in 1979.

## Carrière
Kozjevnikov begon zijn trainerscarrière bij Dinamo Tsjeljabinsk in 1959. In 1960 stapte hij over naar Dinamo Leningrad. Na één jaar ging hij werken op de Vyborg-sportschool en was hij coach van een jeugdteam in Leningrad. 1970 werd hij coach van Boerevestnik Leningrad. In 1971 werd hij assistent-coach van het mannenteam van Spartak Leningrad onder hoofdcoach Vladimir Kondrasjin. Met die club werd hij in 1975 landskampioen van de Sovjet-Unie. In 1980 werd hij hoofdcoach van het damesteam van Spartak Leningrad. In 1987 werd Kozjevnikov hoofdcoach van Elektrosila Leningrad. Met die club werd hij in 1990 landskampioen van de Sovjet-Unie. In 1991 stapte hij over naar SKA Stal Sint-Petersburg. Na één jaar ging hij werken bij Force-Majeure Sint-Petersburg.
In 1960 studeerde hij af aan de Universiteit van Leningrad (GDOIFK) PF Lesgaft.

## Privé
Kozjevnikov werd begraven op de noordelijke begraafplaats van Sint-Petersburg.